# Nedra Volz

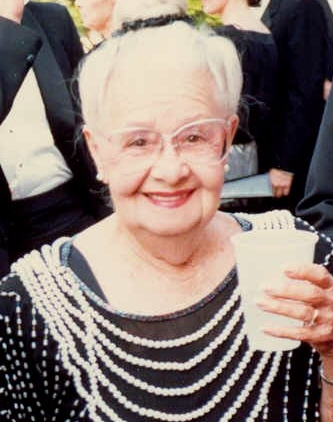
Nedra Volz bei der Emmy-Verleihung 1987

Nedra Volz; gebürtig Nedra Viola Gordonier (* 18. Juni 1908 in Montrose, Iowa; † 20. Januar 2003 in Mesa, Arizona) war eine US-amerikanische Schauspielerin.

## Leben
Nedra Volz begann ihre Schauspielkarriere als Kinderdarstellerin an der Seite ihrer Eltern auf Vaudeville-Bühnen, ihr Rufname war „Baby Nedra“. Später stand sie als Sängerin auf der Bühne und hatte Auftritte im Regionaltheater und im Radio, allerdings ohne größere Prominenz zu erreichen. Ihr Filmdebüt machte sie erst 1973, als sie bereits Mitte Sechszig war, mit einer Nebenrolle in der Kinokomödie Zwei auf krummer Tour. Sie konnte sich anschließend als gefragte Nebendarstellerin in Fernseh- und Kinofilmen etablieren, wobei sie meist Rollen als Großmutter oder als lebhafte ältere Dame spielte. Einem breiten Publikum wurde sie insbesondere durch wiederkehrende Nebenrollen in drei Fernsehserien der 1980er-Jahre bekannt: als Haushälterin Adelaide Brubaker in der US-amerikanischen Fernsehserie Diff'rent Strokes, als Postmeisterin Miz Emma Tisdale in Ein Duke kommt selten allein sowie als Auftraggeberin von Colt Seavers (Lee Majors) in der letzten Staffel von Ein Colt für alle Fälle. Ihre letzte Rolle spielte sie im Jahr 1996 in der Komödie The Great White Hype, insgesamt umfasst ihr filmisches Schaffen rund 65 Film- und Fernsehproduktionen.
Nedra Volz war von 1944 bis zu dessen Tod 1987 mit Oren Volz verheiratet und Mutter von zwei Kindern, Edward Volz und Linda Deffenderer. Sie starb im Januar 2003 im Alter von 94 Jahren an Komplikationen ihrer Alzheimer-Erkrankung.

## Filmografie (Auswahl)
- 1973: Zwei auf krummer Tour (Your Three Minutes Are Up)
- 1976–1977: Mary Hartman, Mary Hartman (Fernsehserie, 30 Folgen)
- 1976–1982: One Day at a Time (Fernsehserie, 4 Folgen)
- 1977: A Year at the Top (Fernsehserie, 5 Folgen)
- 1978: All in the Family (Fernsehserie, 1 Folge)
- 1978–1980: Imbiss mit Biss (Alice, Fernsehserie, 3 Folgen)
- 1979: Zehn – Die Traumfrau (10)
- 1980: Quincy (Quincy, M.E., Fernsehserie, 1 Folge)
- 1980: Ein reizender Fratz (Little Miss Marker)
- 1980–1984: Noch Fragen Arnold? (Diff’rent Strokes, Fernsehserie, 22 Folgen)
- 1980–1984: Ein Duke kommt selten allein (The Dukes of Hazzard, Fernsehserie, 11 Folgen)
- 1981: Hart aber herzlich (Hart to Hart, Fernsehserie, Folge Der Zuckerbäcker)
- 1982: National Lampoon’s Movie Madness
- 1982–1983: Filthy Rich (Fernsehserie, 15 Folgen)
- 1984: Love Boat (The Love Boat, Fernsehserie, 1 Folge)
- 1984: Geier, Geld und goldene Eier (Lust in the Dust)
- 1984: Herz ist Trumpf (For Love or Money, Fernsehfilm)
- 1985: Traffic School – Die Blech- und Dachschaden-Kompanie (Moving Violations)
- 1985–1986: Ein Colt für alle Fälle (The Fall Guy, Fernsehserie, 3 Folgen)
- 1986: Das A-Team (The A-Team, Fernsehserie, Folge Lederstrumpf reitet weiter)
- 1986: Agentin mit Herz (Scarecrow and Mrs. King, Fernsehserie, Folge Das Geheimnis der Pyramide)
- 1986: Wer ist hier der Boss? (Who’s the Boss?, Fernsehserie, 1 Folge)
- 1987: ALF (Fernsehserie, Folge Some Enchanted Evening)
- 1988: Bei uns liegen sie richtig (Mortuary Academy)
- 1988: Zebo, der Dritte aus der Sternenmitte (Earth Girls Are Easy)
- 1988: Mann muss nicht sein (Designing Women, Fernsehserie, 1 Folge)
- 1990–1991: Dick ist Trumpf (Babes, Fernsehserie, 5 Folgen)
- 1992: Der Polizeichef (The Commish, Fernsehserie, 1 Folge)
- 1993: Der Schrei der Taube (Betrayal of the Dove)
- 1993/1994: Eine starke Familie (Fernsehserie, 2 Folgen: Das Naturtalent und Valentinstag)
- 1994: Das Schweigen der Hammel (Il silenzio dei prosciutti)
- 1996: Great White Hype – Eine K.O.Mödie (The Great White Hype)